# نارمر
نارمر نخستین پادشاه دودمان نخست مصر باستان بود که میان سال‌های ۳۱۵۰–۳۰۵۰ پیش از میلاد فرمانروایی می‌کرد. گمان بر این می‌رود که او پس از دوران فرمانروایی شاه عقرب در ۳۲۰۰ قبل از میلاد و کا، دو پادشاه دوره پیش دودمانی مصر، به پادشاهی رسیده باشد. وی پس از فتح قلمرو عقرب دوم و کا، مصر علیا و سفلی را متحد و تبدیل به نخستین پادشاه از دودمان نخست گردید. نارمر از سوی عده‌ای به عنوان متحد کننده مصر شناخته می‌شود و از این رو نخستین فرعون مصر متحد به‌شمار می‌رود. اینکه نارمر در اصل چه کسی بوده موضوعی مورد بحث در میان مصرشناسان است و بعضی او را با منس (یا همان «مرینار» اگر دو هیروگلیفی که «نارمر» خوانده می‌شوند را برعکس کرد) برابر می‌دانند.
تاریخی که برای پادشاهی نارمر ذکر می‌شود، حوالی ۳۱۰۰ پیش از میلاد است. سایر برآوردهای دیگر با استفاده از روش تاریخ‌گذاری رادیوکربن در محدوده ۳۲۷۳ تا ۲۹۸۷ قبل از میلاد هستند. لوحه نارمر که توسط جیمز کویبل در فصول حفاری ۱۸۹۷ تا ۱۸۹۸ و در نخن کشف شد، نارمر را نشان می‌دهد در حالی که تاج مصر علیا را بر سر گذاشته‌است و در طرف دیگر نیز، این پادشاه تاج مصر سفلی را بر سر گذاشته که نشان از اتحاد این دو سرزمین به دست وی است.

## نگارخانه

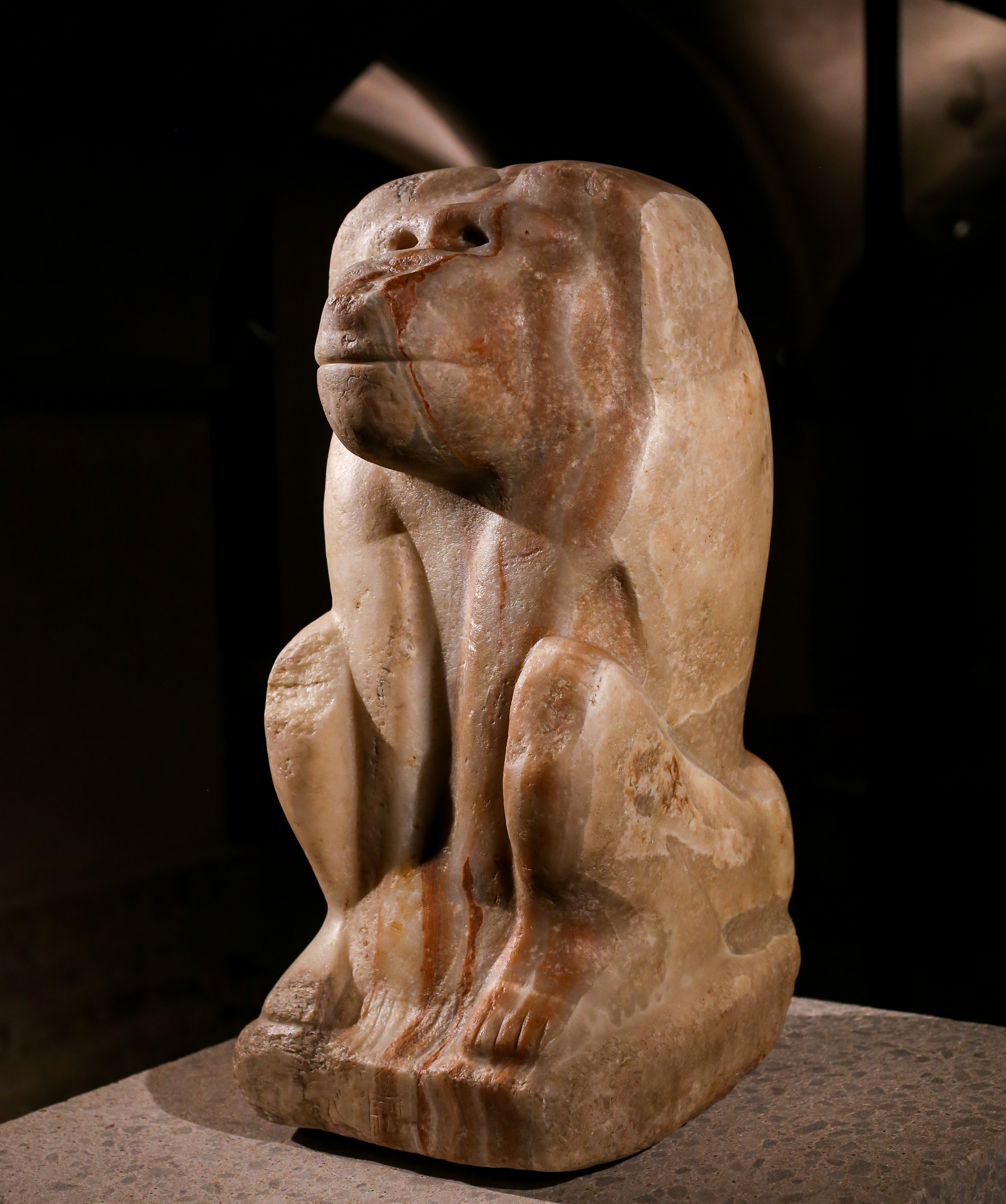
تندیسی آلاباستری از خدایگانی به شکل میمون که نام فرعون را در پایه دارد. نگهداری شده در موزه مصرشناسی برلین
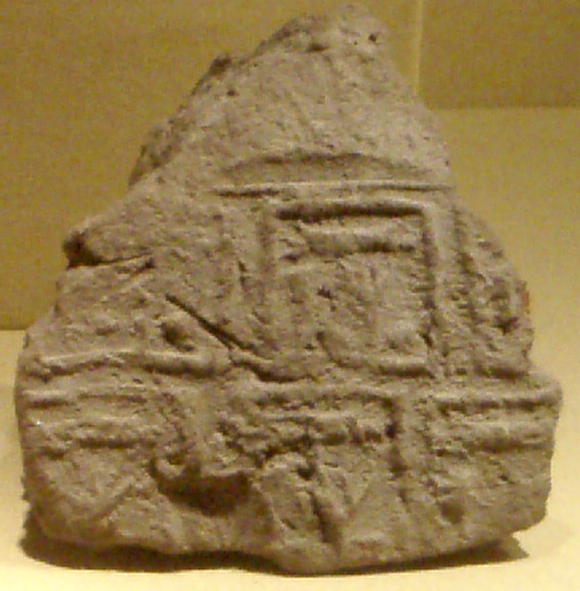
نوشتاری گلی از یک ظرف که عنوان می‌کند محتویات ظرف از قلمرو شاه نارمر آمده‌اند؛ به نمایش گذاشته شده در موزه متروپولیتن نیویورک
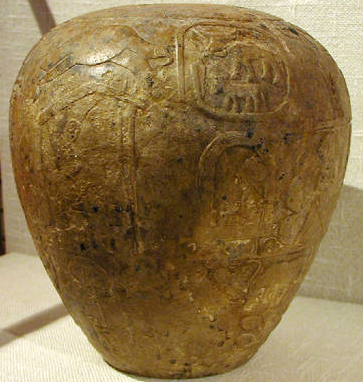
سنگی تراشیده شده از دوران نارمر؛ موزه اشمولین، آکسفورد
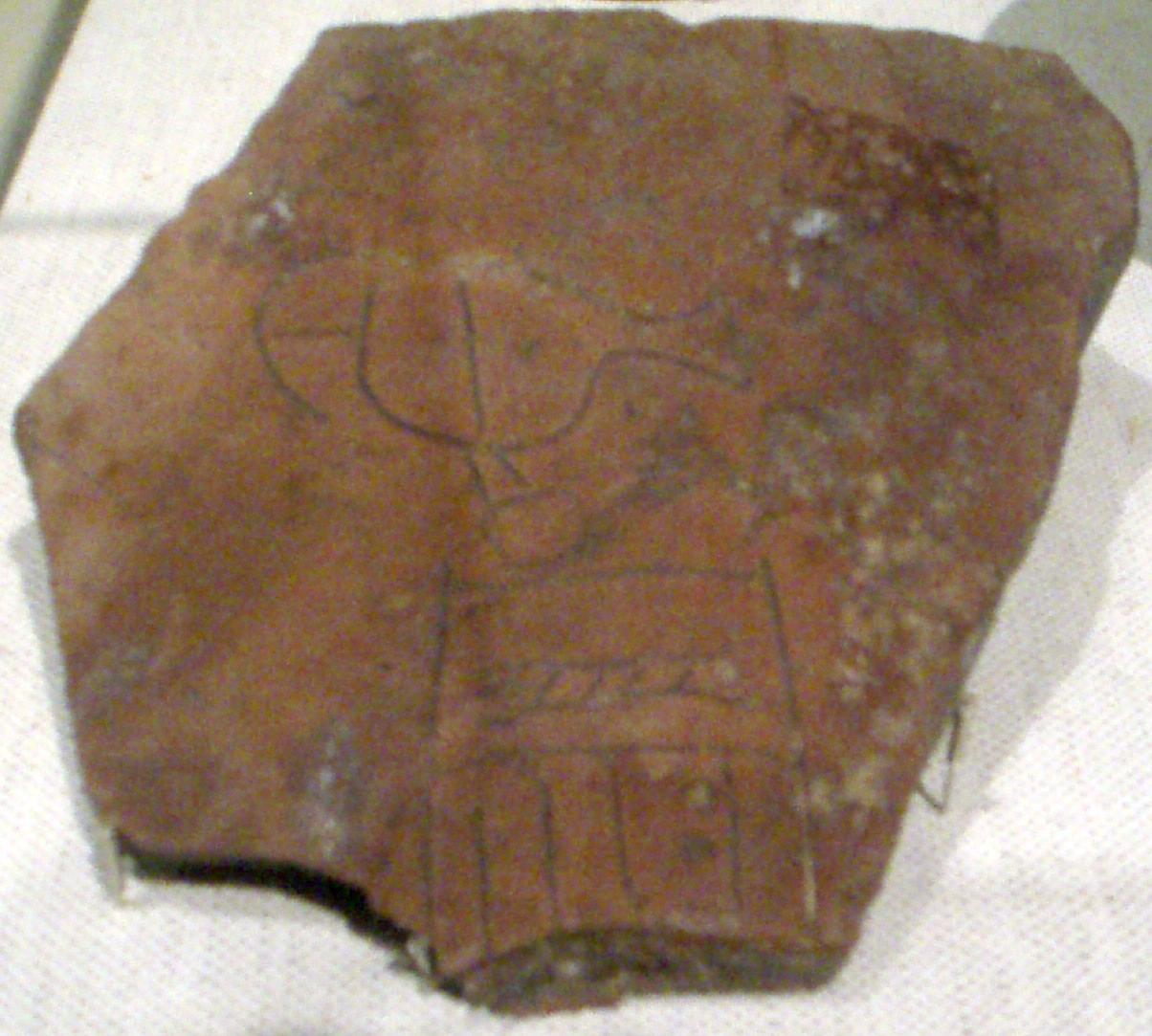
کوزه‌ای با نام نارمر؛ موزه هنرهای زیبای بوستون
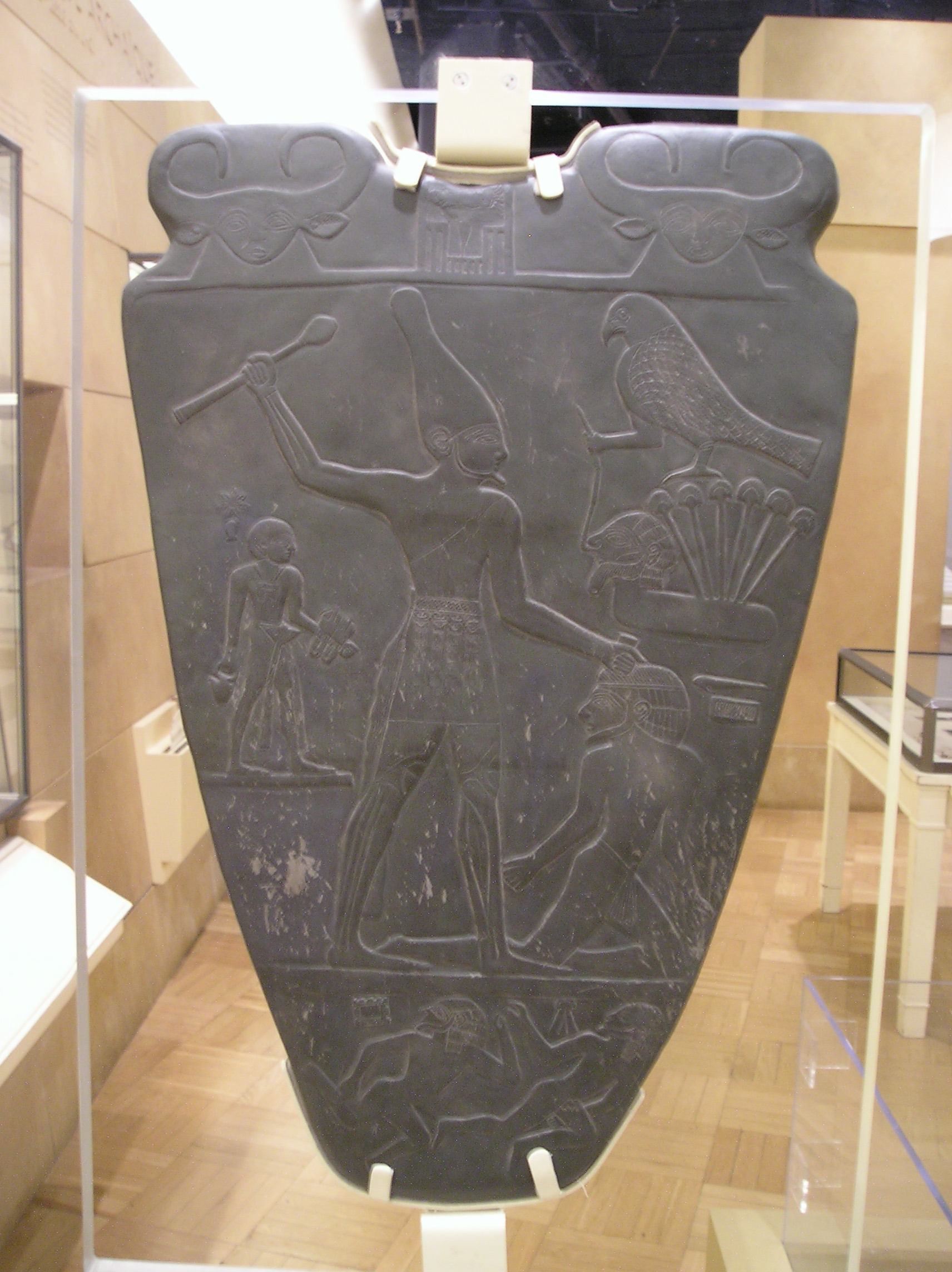
لوحه نارمر، موزه مصر، قاهره